# Pizalun
Der Pizalun ist ein Aussichtspunkt an der Kantonsgrenze zwischen der St. Galler Gemeinde Pfäfers und der Bündner Gemeinde Landquart. Er liegt auf 1478 m ü. M. und trägt eine Aussichtsplattform, die über eine steile Stahltreppe erreichbar ist. Der Pizalun ist von St. Margrethenberg aus auf einem leichten Wanderweg in einer knappen Stunde erreichbar. Die Aussicht reicht bei guter Witterung über die Bündner Herrschaft und das Sarganserland bis zum Bodensee.

## Fussnoten
1. ↑  Aussichtsplattform Pizalun. In: Heidiland. Heidiland Tourismus, abgerufen am 3. August 2023.